# Herbert Baddeley

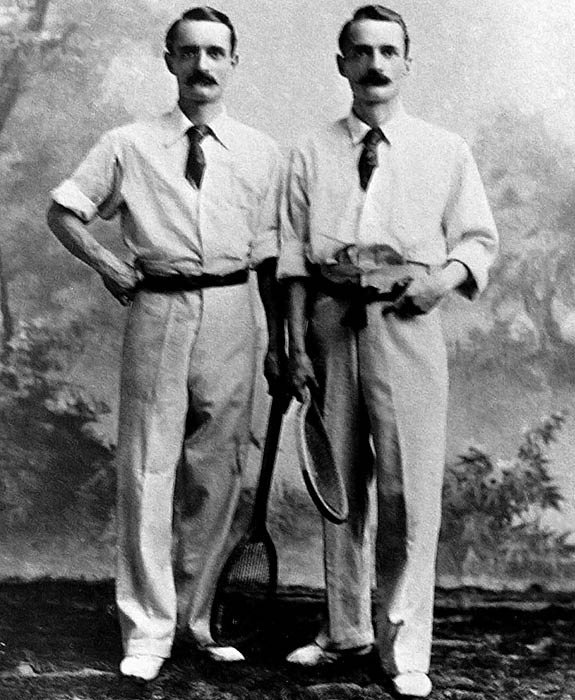
Herbert (li.) und Wilfred Baddeley

Herbert Baddeley (* 11. Januar 1872 in Bromley, London, England; † 20. Juli 1931 in Cannes, Frankreich) war ein englischer Tennis- und Badmintonspieler. 

## Karriere
Baddeley, der jüngere Zwillingsbruder von Wilfred Baddeley und Sohn eines Solicitors, wurde 1872 im Londoner Stadtteil Bromley geboren. Von 1887 bis 1897 trat er bei Tennisturnieren an. Zusammen mit seinem Bruder Wilfred bildete er das erfolgreichste Doppel der 1890er Jahre. Allein die Doppelkonkurrenz von Wimbledon konnten die beiden in dieser Zeit vier Mal gewinnen. Im Einzel konnte Herbert 1895 ins Halbfinale vordringen, gab dort aber seinem Bruder Wilfred ein Walkover, der danach den Titel errang. Im Jahr darauf unterlag er im Halbfinale Wilberforce Vaughan Eaves.
Seine Tochter Violet Baddeley war ebenfalls eine erfolgreiche Badmintonspielerin.
Er starb 1931, zwei Jahre nach seinem Bruder, im Alter von 59 Jahren im französischen Cannes.

## Titel

### Einzel
| Nr. | Jahr | Turnier            | Finalgegner               | Ergebnis      |
| --- | ---- | ------------------ | ------------------------- | ------------- |
| 1.  | 1889 | East Grinstead     | Wilberforce Vaughan Eaves | 6:1, 7:5      |
| 2.  | 1890 | Surrey Tournament  | Harry Sibthorpe Barlow    | w. o.         |
| 3.  | 1891 | Kent Championships | Francis Haskett-Smith     | 6:2, 6:3, 6:4 |

### Doppel
| Nr. | Jahr | Turnier                 | Partner          | Finalgegner                            | Ergebnis                |
| --- | ---- | ----------------------- | ---------------- | -------------------------------------- | ----------------------- |
| 1.  | 1891 | Wimbledon Championships | Wilfred Baddeley | Joshua Pim Francis Owen Stoker         | 6:1, 6:3, 1:6, 6:2      |
| 2.  | 1894 | Wimbledon Championships | Wilfred Baddeley | Harry Sibthorpe Barlow Charles Martin  | 5:7, 7:5, 4:6, 6:3, 8:6 |
| 3.  | 1895 | Wimbledon Championships | Wilfred Baddeley | Ernest Lewis Wilberforce Vaughan Eaves | 8:6, 5:7, 6:4, 6:3      |
| 4.  | 1896 | Wimbledon Championships | Wilfred Baddeley | Reginald Doherty Harold Adair Nisbet   | 1:6, 3:6, 6:4, 6:1, 6:1 |
| 5.  | 1896 | Irische Meisterschaften | Wilfred Baddeley |                                        |                         |
| 6.  | 1897 | Irische Meisterschaften | Wilfred Baddeley |                                        |                         |